# Silvino Louro
Silvino Louro (Setúbal, 5 maart 1959) is een voormalige Portugese doelman en huidig assistent-trainer.

## Spelerscarrière

### Clubcarrière
Louro startte z'n profcarrière bij Vitória Setúbal. Hij stond er vijf jaar onder de lat in de eerste ploeg. In 1982 verhuisde hij naar Vitória Guimarães. Na twee jaar verhuisde hij naar Benfica. In zijn eerste seizoen speelde hij geen enkele wedstrijd in het eerste elftal aangezien Manuel Bento toen nog eerste doelman was. Hij werd een seizoen uitgeleend aan CD Aves en werd daarna eerste doelman bij Benfica. In 1994 verliet hij de club en keerde hij terug naar Vitória Setúbal. Een jaar later plukte FC Porto hem daar al weg, maar na een seizoen waarin hij weinig aan spelen toe kwam, verhuisde hij in 1997 naar SC Salgueiros. Daar sloot hij in 2000 z'n spelerscarrière af.

### Interlandcarrière
Louro maakte op 13 april 1983 z'n debuut als international voor Portugal tegen Hongarije. Hij speelde 23 interlands. Zijn laatste interland speelde hij op 11 oktober 1997 tegen Noord-Ierland.

## Trainerscarrière
Louro was van 2001 tot 2004 keeperstrainer van FC Porto. Hij volgde sindsdien toenmalig hoofdtrainer José Mourinho naar Chelsea FC (2004-2007), Inter Milaan (2008-2010), Real Madrid (2010-2013), opnieuw Chelsea FC (2013-2015) en Manchester United (2016-2018). Toen Mourinho in 2019 trainer werd van Tottenham Hotspur, nam hij Louro niet mee.
In maart 2021 ging hij aan de slag als keeperstrainer van de Soedanese eersteklasser Al-Hilal Club onder trainer Ricardo Formosinho, die eveneens onder Mourinho had gewerkt bij Real Madrid en Manchester United.